# Mamy Ravatomanga
Dans le nom malgache Ravatomanga Mamy, le nom de famille précède le prénom, mais cet article utilise l’ordre habituel en français Mamy Ravatomanga, où le prénom précède le nom.
Maminiaina Ravatomanga, aussi appelé Mamy Ravatomanga (né le 8 novembre 1968 à Morondava), est un homme d'affaires malgache.
Il est propriétaire du groupe Sodiat et proche conseiller du président Andry Rajoelina. Il est cité par Forbes, en 2017, comme le deuxième homme le plus riche de Madagascar.

## Biographie

### Jeunesse
Ravatomanga naît en 1968 à Morondava, à Madagascar.

### Parcours professionnel
Il fonde, en 1990, la société Sodiat, une société spécialisée dans le transport. Elle est aujourd'hui un conglomérat avec des activités dans la maintenance pétrolière, le BTP, la presse, l'hôtellerie, le tourisme, la santé ou encore l'import-export et compte parmi les entreprises les plus importantes de Madagascar.
Il se rapproche d'Andry Rajoelina courant 2008, parce que leurs sociétés respectives se trouvaient en butte au fisc, dont les enquêtes avaient été initiées par l'entourage du président de l'époque, Marc Ravalomanana. Par la suite, Ravatomanga soutient l'accession d'Andry Rajoelina au pouvoir par un coup d'État en mars 2009, devient son conseiller officieux sur les questions économiques et reste dès lors dans son entourage proche,.
En 2017, Forbes classe le multimilliardaire Maminiaina Ravatomanga deuxième homme le plus riche de Madagascar, derrière Ylias Akbaraly.
En le 10 juillet 2023, il est nommé consul honoraire de la Côte d’Ivoire à Antananarivo puis, 10 jours plus tard, en obtient la nationalité,.

### Affaires judiciaires
Il est cité, par la presse, dans plusieurs affaires de fraude fiscale et de plusieurs délits financiers à Madagascar et en France. Son nom figure dans le scandale des Panama Papers, il est notamment actionnaire majoritaire dans une société enregistrée aux îles Vierges britanniques,.
À Madagascar, il est accusé de détournement de fonds publics au détriment de la compagnie nationale d'eau et d'électricité Jirama, alors qu'il siégeait au sein de son conseil d'administration. Il est aussi accusé de trafic illégal de bois de rose vers l'Asie via des dérogations d'États et des sociétés extraterritoriales. En 2015, il fait l'objet d'une interdiction de sortie du territoire et le 26 mai 2016, son domicile est perquisitionné. Il est aussi impliqué dans les scandales judiciaires de Patrick Balkany. En février 2016, le Parquet national financier ouvre une enquête contre lui et sa femme, Ramy Rakotoniary, pour « blanchiment en bande organisée » et « fraudes fiscales » dans l'acquisition de plusieurs biens immobiliers dans la banlieue parisienne via des montages financiers opaques impliquant des sociétés offshores dont certaines sont basées sur l'île Maurice,. De juin 2018 à juin 2019, quatre de ses biens immobiliers en banlieue parisienne sont mis sous saisis dans le cadre de l’enquête préliminaire ouverte par le parquet national financier (PNF). De plus encore, il est impliqué dans l'affaire Carlos Ghosn. En effet, un des avions de la compagnie aérienne malgache TOA, une de ses filiales a été utilisée par l’ex-PDG de Renault-Nissan-Mitsubishi pour fuir le Japon.
En novembre 2022, l'ONG Transparency International Madagascar appelle à une enquête sur les organisations et les personnes impliqués dans l'export de litchis malgache en France, dont Mamy Ravatomanga, membre du conseil d'administration du Groupement des exportateurs de litchis (GEL), et un des principaux exportateurs de litchis malgaches vers la France, via une de ses filiales.
En août 2023, l’enquête préliminaire du Parquet national financier (PNF) ouverte à l'encontre de Mamy Ravatomanga est annulée. Cette procédure portait sur des faits de blanchiment en bande organisée, de corruption d’agent public, de fraude fiscale et de trafic de bois de rose. Le PNF justifie cette décision, en raison d’une « infraction insuffisamment caractérisée ».

### Vie privée
Il est marié à Haingo Ramy Rakotoniary[Depuis quand ?]. Ils ont 3 enfants et 2 petits-enfants.

## Distinction honorifique
- Grand-croix 2e classe de l'ordre national Malagasy (2020)[14]